# Segurança e saúde ocupacionais

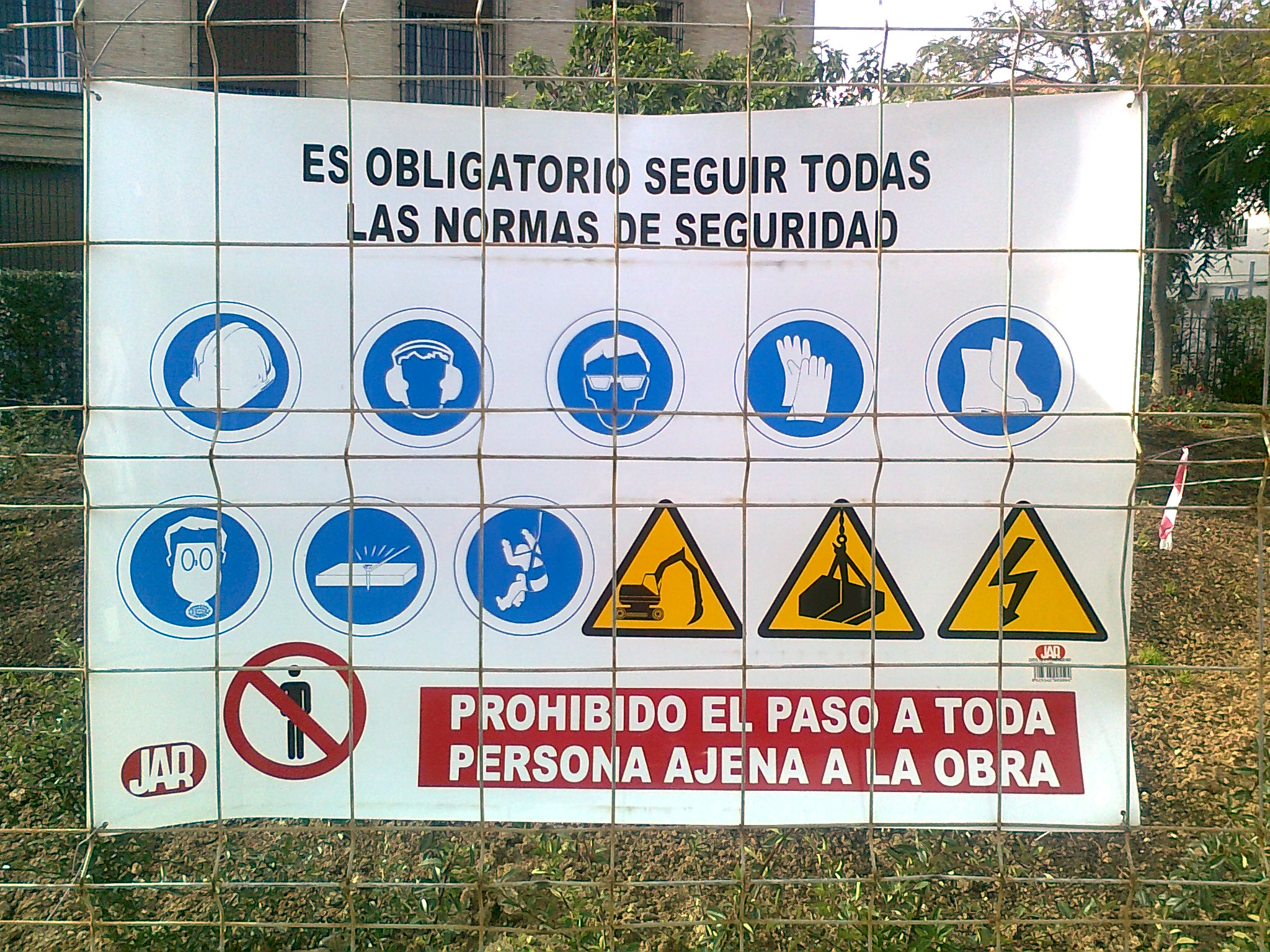
Cartaz ilustrando medidas de segurança obrigatórias em construção civil

A segurança e saúde ocupacional (ou também denominada segurança e saúde do trabalho) é uma área multidisciplinar relacionada com a segurança, saúde e qualidade de vida de pessoas na ocupação. A segurança e saúde ocupacional também protege todo o público em geral que possa ser afetado pelo ambiente ocupacional.

## Gestão de segurança e saúde ocupacional
A gestão de segurança e saúde ocupacional pode ser definida como um conjunto de regras, ferramentas e procedimentos que visam eliminar, neutralizar ou reduzir a lesão e os danos decorrentes das atividades.
A gestão de SSO pode fazer parte de um sistema de gestão.
Atualmente, os sistemas de gestão de SSO estão baseados em normas internacionais, tais como OHSAS 18001.
Uma das principais ferramentas dessa gestão é a gestão de riscos, que atua através do reconhecimento dos perigos e da classificação dos riscos.